# Église Sainte-Anne de Vieille-Brioude
Pour les articles homonymes, voir Église Sainte-Anne.
L'église Sainte-Anne est une église catholique du XIIe siècle de style roman située à Vieille-Brioude, dans le département français de la Haute-Loire et la région Auvergne-Rhône-Alpes.
Elle fait l'objet d'une inscription au titre des monuments historiques depuis le 31 décembre 1980.

## Galerie de photos

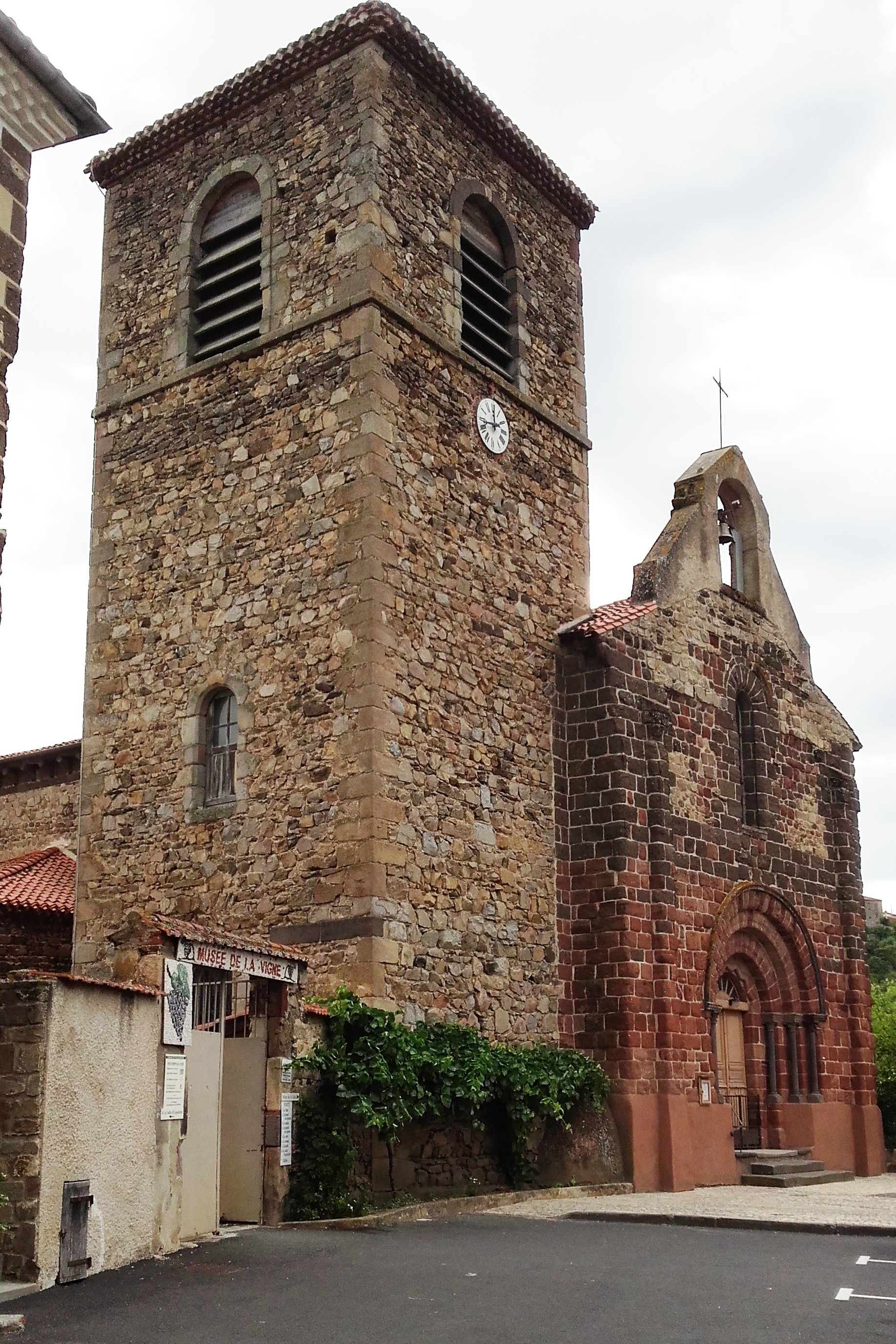
Façade de l'église.
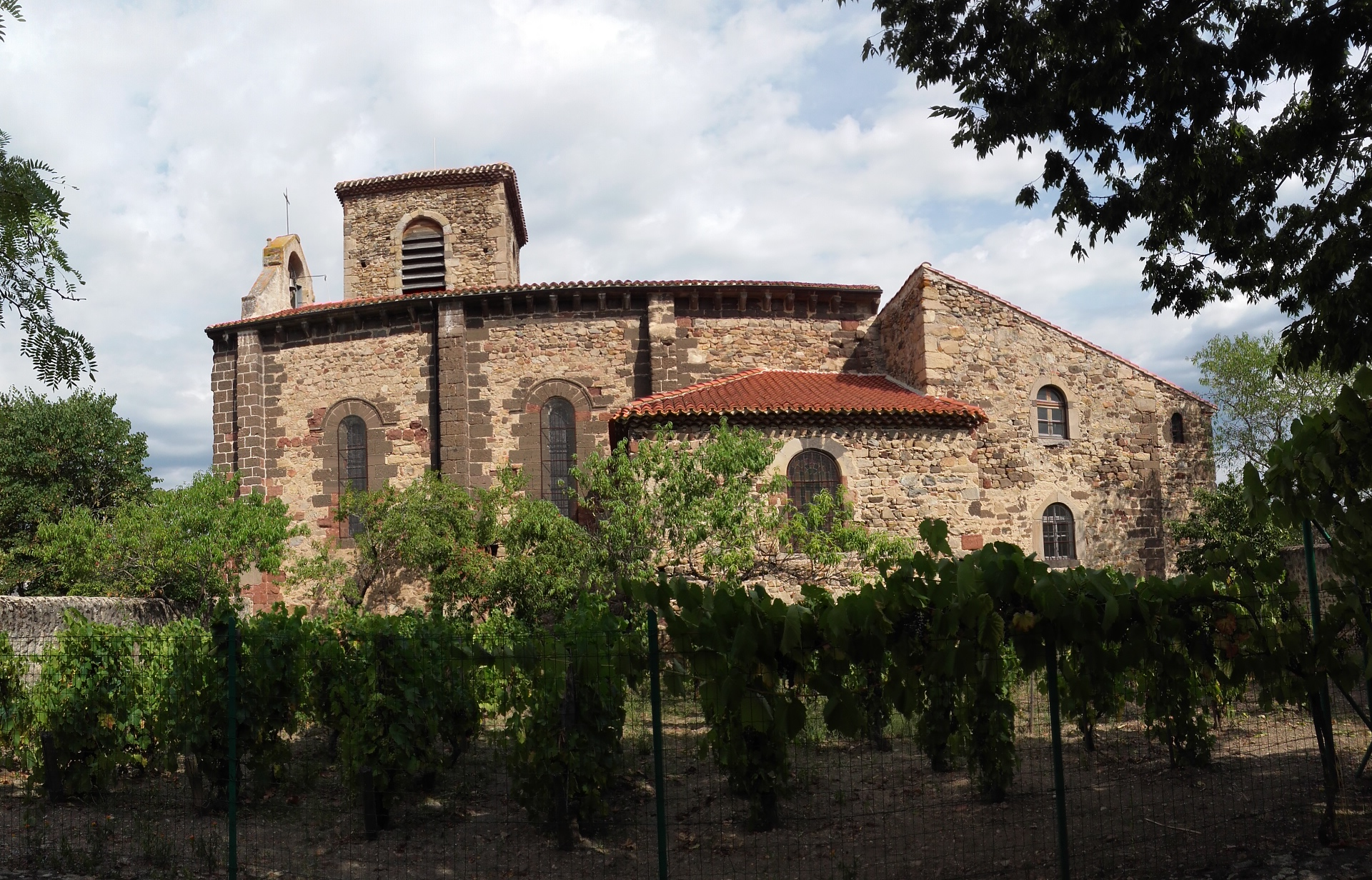
Mur sud de l'église.
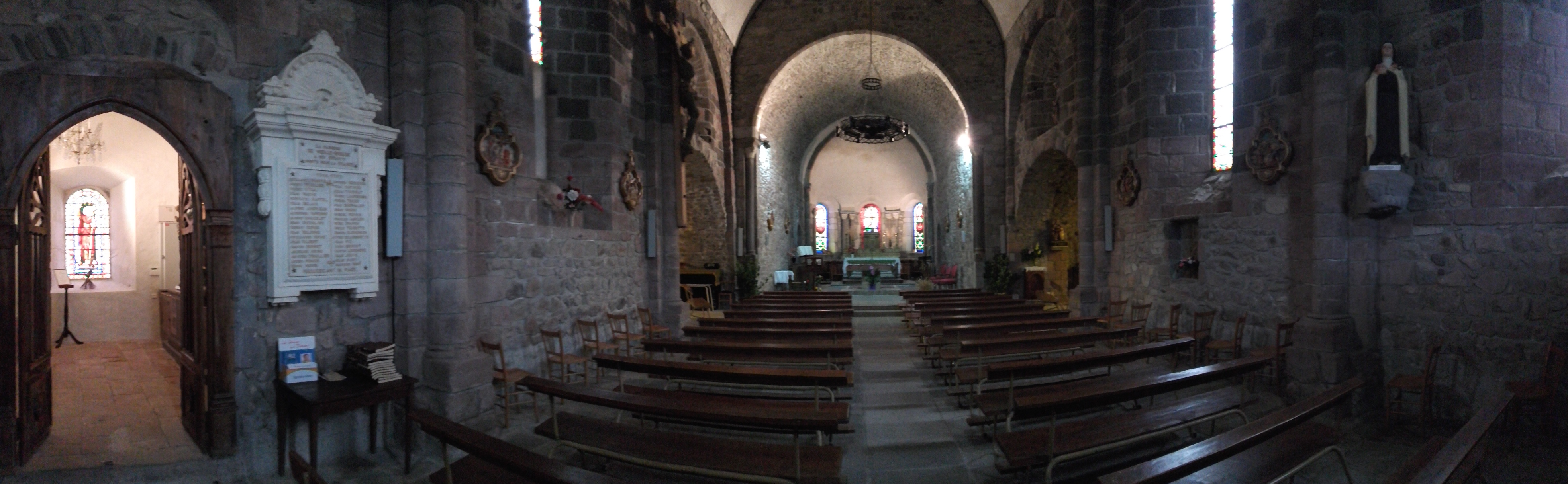
Intérieur de l'église.
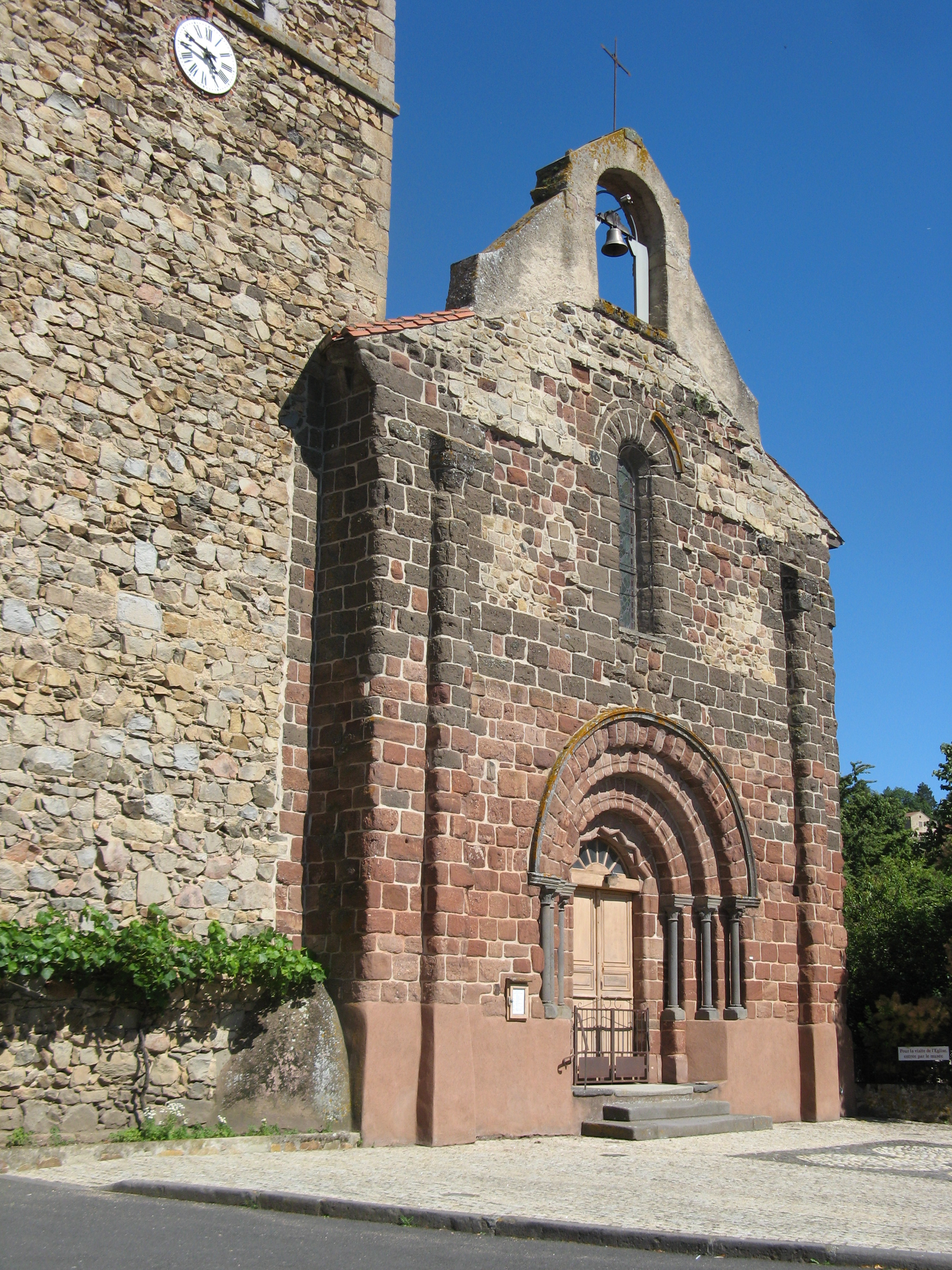
Façade.